# Echium pabotii
Echium pabotii är en strävbladig växtart som beskrevs av Mout. Echium pabotii ingår i släktet snokörter, och familjen strävbladiga växter. Inga underarter finns listade i Catalogue of Life.